# Huliyar, Chiknayakanhalli
Huliyar là một làng thuộc tehsil Chiknayakanhalli, huyện Tumkur, bang Karnataka, Ấn Độ.